# Heteroscotia stygia
Heteroscotia stygia är en fjärilsart som beskrevs av Felix Bryk 1948. Heteroscotia stygia ingår i släktet Heteroscotia och familjen nattflyn. Inga underarter finns listade i Catalogue of Life.